# Cabo Verde tại Thế vận hội
Cabo Verde (hay Cáp-ve) đã liên tục gửi các vận động viên đến Thế vận hội Mùa hè kể từ năm 1996, và chưa từng giành được tấm huy chương nào. Cabo Verde cũng chưa từng tham gia Thế vận hội Mùa đông.
Cabo Verde thường xuyên góp mặt tại nội dung chạy Marathon dành cho nam, với thứ hạng được cải thiện từ vị trí 96 (1996) lên 67 (2000), sau đó tụt xuống 78 (2004) và vươn lên tới 48 (2008). Nước này cũng thường chọn các vận động viên môn Điền kinh và Thể dục dụng cụ tham gia thi đấu.
Ủy ban Olympic quốc gia của Cabo Verde đã được thành lập năm 1989 và được công nhận năm 1993.

## Bảng huy chương

### Huy chương tại các kỳ Thế vận hội Mùa hè
| Thế vận hội         | Số VĐV        | Vàng          | Bạc           | Đồng          | Tổng số       | Xếp hạng      |
| 1896–1992           | không tham dự | không tham dự | không tham dự | không tham dự | không tham dự | không tham dự |
| Atlanta 1996        | 4             | 0             | 0             | 0             | 0             | –             |
| Sydney 2000         | 2             | 0             | 0             | 0             | 0             | –             |
| Athens 2004         | 3             | 0             | 0             | 0             | 0             | –             |
| Bắc Kinh 2008       | 3             | 0             | 0             | 0             | 0             | –             |
| Luân Đôn 2012       | 3             | 0             | 0             | 0             | 0             | –             |
| Rio de Janeiro 2016 | 5             | 0             | 0             | 0             | 0             | –             |
| Tokyo 2020          | chưa diễn ra  |               |               |               |               |               |
| Tổng số             | Tổng số       | 0             | 0             | 0             | 0             | –             |